# Kybunpark
Der Kybunpark (bis 2016: AFG Arena, Eigenschreibweise: kybunpark) ist das Fussballstadion des FC St. Gallen in Winkeln, im Westen der Schweizer Stadt St. Gallen. Es ist mit 652 m ü. M. das höchstgelegene Stadion im Schweizer Profifussball.

## Geschichte
Am 14. September 2005 erfolgte nach fast zehnjähriger Planung unter der Führung von Hans Hurni der Spatenstich für das neue Fussballstadion mit einem Fassungsvermögen von 19'568 Zuschauern sowie für die Shopping Arena. Für internationale Spiele können die Stehplätze in Sitzplätze umgewandelt werden, sodass eine Sitzplatzkapazität von 17'317 verfügbar ist. Die Kosten des Stadions und des angebauten Einkaufszentrums, der Shopping Arena mit einer Fläche von 23'500 Quadratmetern, beliefen sich auf ungefähr 340 Millionen Franken. Für flankierende Verkehrsmassnahmen waren zusätzliche 70 Millionen Franken aufzuwenden.
Am 2. März 2006 wurde bekannt, dass das Stadion AFG Arena heissen wird, benannt nach der Arbonia-Forster-Gruppe (AFG) mit Sitz in Arbon. Es war das erste Schweizer Stadion, welches nach einem kommerziellen Unternehmen benannt wurde. Das vorher unter dem Arbeitstitel Stadion West benannte Stadion löste ab 2008 das als Dauerprovisorium erweiterte Espenmoos ab. Am 24. August 2007 wurde entschieden, dass in der AFG Arena Naturrasen verlegt wird. Sowohl finanzielle wie auch sportliche Gründe hatten die Verantwortlichen zu diesem Schritt bewogen.
Das erste Spiel in der neuen AFG Arena wurde am 30. Mai 2008 ausgetragen. Die Schweiz spielte im letzten Vorbereitungsspiel für die Euro 2008 gegen Liechtenstein und gewann vor rund 18'000 Zuschauern mit 3:0. Die offizielle Eröffnungsfeier fand am 5. Juli 2008 statt, als der FC St. Gallen auf eine Legendenauswahl traf. Das erste Pflichtspiel im neuen Stadion bestritt der FC St. Gallen gegen Concordia Basel, Philipp Muntwiler erzielte dabei das erste Pflichtspiel-Tor in der AFG Arena. Die für den Stadionbetrieb verantwortliche Betriebs AG gab am 9. Februar 2009 bekannt, dass der Fansektor auf der Forster-Tribüne vergrössert und das Stadion somit zukünftig über 4'400 Stehplätze verfügen werde.
In der Saison 2012/13 trug auch der FC Wil seine Heimspiele in der AFG Arena aus, da dessen Heimstadion Bergholz abgerissen und neu gebaut wurde. Die AFG Arena war das erste Fussballstadion weltweit, in welchem ein 360°-Kugelpanorama aufgenommen wurde.
Seit der Saison 2016/17 trägt die AFG Arena den neuen Namen kybunpark. Der Ausstieg von Sponsor AFG wurde im Oktober 2015 bekannt. Der Vertrag hätte noch eine Laufzeit bis 2018 gehabt.
Die Kybun AG aus Roggwil TG wird für mindestens zehn Jahre Namensgeber der Heimat des FC St. Gallen sein.
Per Saison 2021/22 hat die FC St. Gallen Event AG das gesamte Catering im Kybunpark an die Genossenschaft Migros Ostschweiz vergeben.

## Länderspiele
Liste der im Kybunpark durchgeführten Länderspiele von A-Nationalmannschaften der Männer.
| Datum      |                         | Ergebnis |                         | Anlass                        |
| ---------- | ----------------------- | -------- | ----------------------- | ----------------------------- |
| 30.05.2008 | Schweiz                 | 3:0      | Liechtenstein           | Freundschaftsspiel            |
| 11.10.2008 | Schweiz                 | 2:1      | Lettland                | WM-Qualifikation 2010         |
| 19.11.2008 | Schweiz                 | 1:0      | Finnland                | Freundschaftsspiel            |
| 03.03.2010 | Schweiz                 | 1:3      | Uruguay                 | Freundschaftsspiel            |
| 03.09.2010 | Schweiz                 | 0:0      | Australien              | Freundschaftsspiel            |
| 02.09.2011 | Spanien                 | 3:2      | Chile                   | Freundschaftsspiel            |
| 29.02.2012 | Bosnien und Herzegowina | 1:2      | Brasilien               | Freundschaftsspiel            |
| 26.05.2012 | Spanien                 | 2:0      | Serbien                 | Freundschaftsspiel            |
| 14.11.2012 | Chile                   | 1:3      | Serbien                 | Freundschaftsspiel            |
| 05.03.2014 | Schweiz                 | 2:2      | Kroatien                | Freundschaftsspiel            |
| 15.11.2014 | Schweiz                 | 4:0      | Litauen                 | EM-Qualifikation 2016         |
| 09.10.2015 | Schweiz                 | 7:0      | San Marino              | EM-Qualifikation 2016         |
| 29.05.2016 | Spanien                 | 3:1      | Bosnien und Herzegowina | Freundschaftsspiel            |
| 31.08.2017 | Schweiz                 | 3:0      | Andorra                 | WM-Qualifikation 2018         |
| 28.05.2018 | Italien                 | 2:1      | Saudi-Arabien           | Freundschaftsspiel            |
| 03.06.2018 | Saudi-Arabien           | 0:3      | Peru                    | Freundschaftsspiel            |
| 08.09.2018 | Schweiz                 | 6:0      | Island                  | UEFA Nations League 2018/2019 |
| 15.11.2019 | Schweiz                 | 1:0      | Georgien                | EM-Qualifikation 2020         |
| 07.10.2020 | Schweiz                 | 1:2      | Kroatien                | Freundschaftsspiel            |
| 28.03.2021 | Schweiz                 | 1:0      | Litauen                 | WM-Qualifikation 2022         |
| 31.03.2021 | Schweiz                 | 3:2      | Finnland                | Freundschaftsspiel            |
| 30.05.2021 | Schweiz                 | 2:1      | USA                     | Freundschaftsspiel            |
| 03.06.2021 | Schweiz                 | 7:0      | Liechtenstein           | Freundschaftsspiel            |
| 02.09.2021 | Liechtenstein           | 0:2      | Deutschland             | WM-Qualifikation 2022         |
| 27.09.2022 | Schweiz                 | 2:1      | Tschechien              | UEFA Nations League 2022/2023 |
| 15.10.2023 | Schweiz                 | 3:3      | Belarus                 | EM-Qualifikation 2024         |
| 08.06.2024 | Schweiz                 | 1:1      | Österreich              | Freundschaftsspiel            |
| 15.10.2024 | Schweiz                 | 2:2      | Dänemark                | UEFA Nations League 2024/2025 |
| 25.03.2025 | Schweiz                 | 3:1      | Luxemburg               | Freundschaftsspiel            |

## Tribünen
Die Arena bietet 20'660 Sitz- und Stehplätze für Meisterschaftsspiele. Bei internationalen Partien stehen 17'317 Sitzplätze zur Verfügung. Für Rollstuhlfahrer wurden 52 spezielle Plätze eingerichtet. Auf den Rängen befinden sich 23 Logen mit 224 Sitzplätzen.
- Sektor A: 3'650 Plätze, Haupt-Tribüne Nord
- Sektor B: 4'937 Plätze, Ost-Tribüne
- Sektor C: 5'947 Plätze, Süd-Tribüne
- Sektor D: 5'850 Plätze, West-Tribüne

## Solaranlage
Im September 2015 wurde auf einem Teil des Daches des Kybunparks eine Anlage, bestehend aus 2400 Solarmodulen, in Betrieb genommen. Das Ziel dieser Anlage war, Strom für 145 Haushalte pro Jahr zu liefern.
Im Januar 2025 wurde die Erweiterung der Anlage symbolisch an einem Heimspiel des FC St. Gallen gegen den FC Lausanne-Sport in Betrieb genommen. Die Spitzenleistung wurde von den bisherigen 633 kW um 572 kW auf 1205 kW ausgebaut. Die jährliche Stromproduktion soll etwas mehr als eine Gigawattstunde betragen, wovon 440 Megawattstunden für die lokale Stromversorgung von Veranstaltungen im Stadion verwendet wird. Die Stromproduktion entspricht dem durchschnittlichen Bedarf von 288 Vierpersonenhaushalten.
Die Stadtwerke planten und installierten sowohl die ursprüngliche Installation als auch die aktuelle Erweiterung und betreiben sie nun auch. Die Stadion St. Gallen AG stellt die Dachfläche zur Verfügung, während die FC St. Gallen Event AG einen Teil des erzeugten Stroms für den Stadionbetrieb verwendet. Bei der Inbetriebnahme war die Anlage die grösste Solaranlage der Stadt St. Gallen.